# Congressional Progressive Caucus

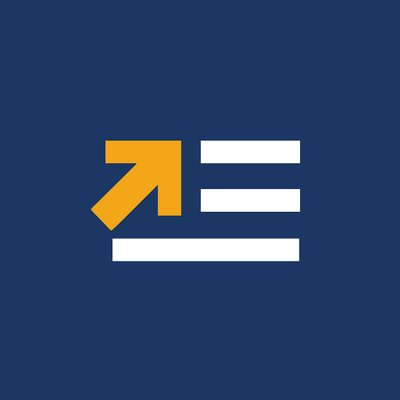
Logo

De Congressional Progressive Caucus (CPC) is een progressief-linkse groepering van verkozenen (caucus) in de Democratische fractie in het Amerikaans Congres. Bij deze caucus zijn verkozenen aangesloten met een uitgesproken progressief profiel, inclusief een aantal sociaaldemocraten. De groepering werd in 1991 gesticht en is sindsdien sterk gegroeid. Sinds maart 2022 telt de caucus 100 leden in het Huis van Afgevaardigden, 1 niet-stemgerechtigd gedelegeerde en 1 in de Senaat.
Prominente leden zijn medeoprichter Bernie Sanders (tevens het enige onafhankelijke lid en de enige senator in de caucus), Barbara Lee, Ro Khanna, Karen Bass, Pramila Jayapal, Alexandria Ocasio-Cortez, Ilhan Omar, Ayanna Pressley, Rashida Tlaib, Jamaal Bowman en Cori Bush. Lidmaatschap overlapt grotendeels met de in 2018 opgerichte Medicare for All Caucus in het Huis.
De Congressional Progressive Caucus is de grootste ideologische caucus binnen de Democratische fractie. Ze staat links van de gematigde New Democrat Coalition (94 leden) en de conservatieve Blue Dog Coalition (8). De grootste caucus in het hele parlement is het rechts-conservatieve Republican Study Committee (156).